# Can Massallera
Can Massallera és una obra del municipi de Sant Boi de Llobregat (Baix Llobregat) inclosa en l'Inventari del Patrimoni Arquitectònic de Catalunya.

## Descripció
La fàbrica Masallera, una de les poques que es van instal·lar a Sant Boi, conserva l'estructura clàssica, és a dir, edificacions al llarg de tres carrers, que envolten un pati interior. Donat el pendent del carrer Vídua Vives, es va compensar mitjançant l'alçada de la façana, i això propicià la diferència, ben palesa dels tres tipus de finestres que hi ha a banda i banda de l'entrada principal. Aquestes són rectangulars, horitzontalment les primeres, obertura quadrada amb separacions simulant finestretes allargassades les segones i decididament verticals les últimes. La construcció és de maó vist amb decoració donada pel joc horitzontal /vertical de la maçoneria i arcs de voladís. Les portes amb reixa de laminat de ferro.

## Història
La ciutat de Sant Boi ha estat sempre d'una gran presència agrícola, és per això que la industrialització hi va arribar fins ben entrat el segle xx, i tot i així amb poca presència inicialment, car hi havia més tendència a anar a treballar fora, a la Colònia Güell. Una de les primeres va ser la Fàbrica Masallera, i de poca durada perquè va sofrir fortament la crisi del tèxtil. Posteriorment s'hi instal·là el Patronat Municipal d'Esports i uns tallers de plàstica.